# 斯普林菲尔德 (俄亥俄州)

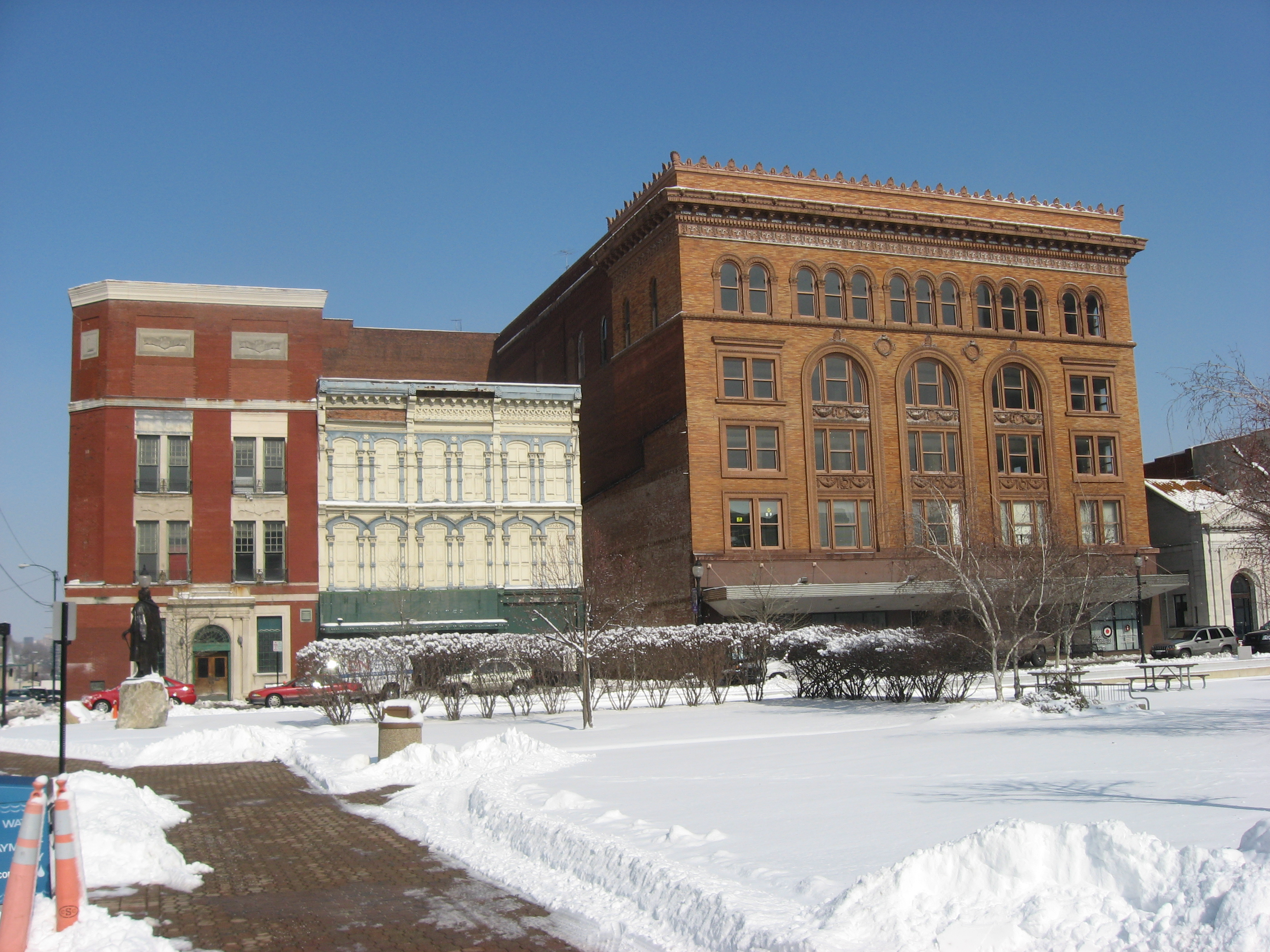

斯普林菲爾德（英語：Springfield）是美國俄亥俄州克拉克縣的一個城市，也是該縣的縣治。面積58.3平方公里。根據美國2000年人口普查，人口63,358人。
1801年建立，1827年設鎮，1850年建市。

## 姐妹城市
- 凱西
- 德国維滕貝格
- 羅馬尼亞皮特什蒂
- 塞爾維亞克拉古耶瓦茨